# Salon d'Anvers
Le Salon d'Anvers (1789-1938) est une exposition périodique d'œuvres d'artistes vivants de divers pays. L'exposition, organisée par la Société royale d'encouragement des Beaux-Arts, se concentre principalement sur les peintres, mais des sculpteurs, dessinateurs, graveurs et architectes sont également présents. 
Les participants bénéficient d'une occasion de présenter leur travail au grand public. Les catalogues sont très demandés. Les journaux et les critiques d'art suivent l'événement de près. Le Musée royal des Beaux-Arts d'Anvers s'enrichit régulièrement d'œuvres achetées au Salon.
Le Salon d'Anvers a lieu à quarante-six reprises, de 1789 à 1938.
S'adaptant lentement aux nouvelles tendances artistiques, le Salon triennal s'adjoint le concours du cercle l'Art nouveau à partir de 1920.  

## Histoire générale

### 1789 - 1805
Anvers est la première ville de Belgique, alors incluse dans les Pays-Bas autrichiens, à créer un Salon de peinture et de sculpture. Cette initiative d'accueillir des expositions d'artistes contemporains émane de la Société des Arts, réunion en 1788 de dix-sept peintres, deux sculpteurs et un graveur. Les artistes décident d'organiser des expositions annuelles, dont la première a lieu le 1er septembre 1789 dans la salle de l'Escrime où sont exposés durant huit jours 86 travaux des membres de la Société. En 1792 et 1793, deux autres éditions ont lieu, mais en 1794, en raison de la Seconde annexion française des États de Belgique, la Société des Arts juge prudent de se faire oublier et sursoit à l'organisation de nouvelles expositions. En 1800 et 1801, deux expositions ont lieu, sans preuve que la Société des Arts, qui cesse de se réunir en 1805, soit intervenue.

### 1811 - 1831
En 1811, la Société des Arts devient la Société d'encouragement des Beaux-Arts, puis en 1817 Société royale d'encouragement des Beaux-Arts. Après des échecs répétés lors d'exhibitions biennales organisées par la municipalité d'Anvers, ne réunissant parfois qu'une vingtaine d'objets, sous le Premier Empire français, un salon officiel a lieu en 1813, adoptant une périodicité triennale, alternée avec les Salons de Bruxelles et de Gand. Les membres restants de la Société des Arts songent à substituer l'initiative privée à l'administration officielle. Guillaume Herreyns, Balthasar Ommeganck, et Mathieu-Ignace Van Brée intéressent à leur entreprise des particuliers, tel François Verdussen, successivement secrétaire, trésorier, puis président de la Société jusqu'à sa mort en 1850. On doit à ce dernier l'adoption de nouveaux statuts appliqués en 1816 et régissent durant près d'un siècle l'association. Le financement des expositions, instauré en 1811, a lieu sur la base de souscriptions.

### Après 1831
Jusqu'en 1834, le financement du Salon provient des souscriptions, du prix des entrées et du produit de la vente du catalogue. En 1837, le gouvernement accorde une subvention de 3 000 francs, augmentée lors des éditions ultérieures. À partir de 1857, la ville d'Anvers alloue également un subside de 5 000 francs.

## Concours
À partir de 1813, un concours est organisé pour la première fois. Il comprend initialement cinq domaines : la peinture d'histoire, de paysage et de genre, la sculpture et l'architecture. Les concurrents sont tenus à l'anonymat, aux côtés des autres artistes exposants. Parmi les lauréats illustres figurent les peintres Ferdinand de Braekeleer (tableau d'histoire en 1813), Ignace van Regemorter (tableau de paysage et scène de genre en 1813), Ary Scheffer (1816), les sculpteurs Guillaume Geefs (1828), Joseph Geefs (1834), Aloys Geefs (1837), Jean Geefs (1846), et bien d'autres. En 1835, le concours de peinture est supprimé, celui de sculpture l'est temporairement en 1864, rétabli à partir de 1867, puis définitivement abandonné en 1882.

## Lieux du Salon
À partir de 1813, les Salons ont lieu dans l'ancienne église des Récollets transformée en musée. Ensuite, en 1831, l'administration de la ville fait bâtir, à la rue Vénus, une salle, agrandie ultérieurement par de nouveaux locaux. En 1891, l'exposition a toujours lieu dans les salles de la rue Vénus, mais leur surface est augmentée de l'ancien musée de la ville. À partir de 1920, le Salon est organisé au Musée royal des Beaux-Arts.

## Éditions

### Années
Le Salon d'Anvers (devenu quadriennal à partir de 1926) est organisé à quarante-six reprises :
1789, 1790, 1791, 1792, 1793, 1800, 1801, 1805, 1813, 1816, 1819, 1822, 1825, 1828, 1834, 1837, 1840, 1843, 1846, 1849, 1852, 1855, 1858, 1861, 1864, 1867, 1870, 1873, 1876, 1879, 1882, 1885, 1888, 1891, 1894, 1898, 1901, 1904, 1908, 1911, 1920, 1923, 1926, 1930, 1934 et 1938.

### Artistes étrangers

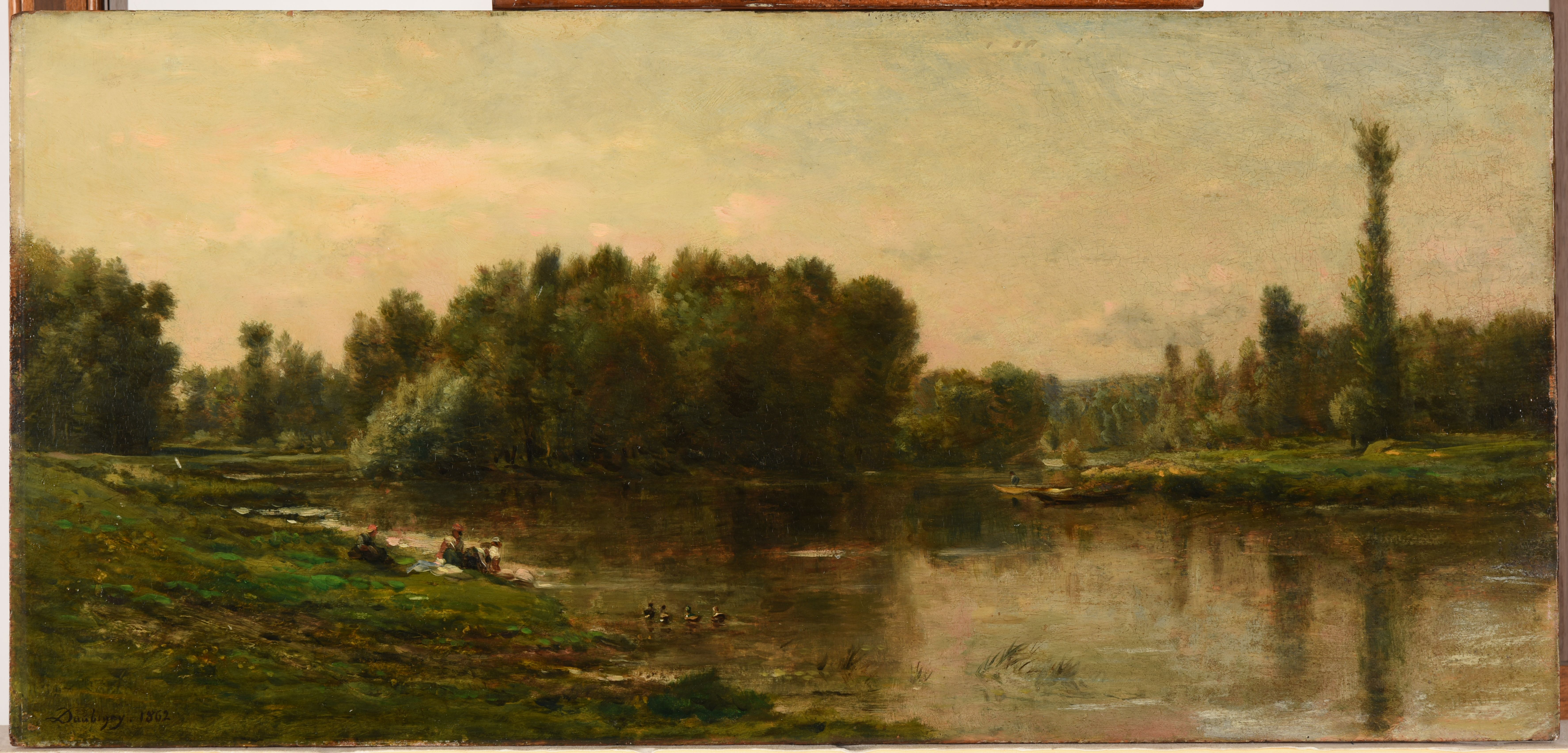
Les bords de l'Oise par Charles-François Daubigny, 1862.

Le Salon attire régulièrement des artistes étrangers : des Français, des Allemands, des Néerlandais, des Italiens et des anglais. En 1852, des peintures de Léon Cogniet (Tête d'Arabe) et d'Eugène Delacroix (Le Christ au tombeau) sont exposées. En 1855, les peintres français Eugène Isabey et Paul Flandrin, de même que le Bavarois Carl Haag sont présents. En 1858, les Français Rosa Bonheur et Hippolyte Bellangé exposent leurs œuvres. 
En 1870, les œuvres des artistes français Gustave Courbet, Benjamin Raspail, Eugène Bellangé, Charles-François Daubigny et Eugène Fromentin, du peintre prussien Otto Weber, de l'architecte britannique Alfred Waterhouse et du peintre italien Luigi Zuccoli sont exposées.
Le Salon de 1888 voit des peintures des Français Léon Bonnat, Jean-Paul Laurens et des Allemands Lovis Corinth et Wilhelm Beckmann.

### Visiteurs illustres
Parmi les éditions notables en termes de visiteurs : en 1843, la famille royale belge se rend au Salon, accompagnée par la reine Victoria et le prince consort Albert, lesquels reviennent en 1852. Le 4 août 1861, le roi Léopold Ier, accompagné de sa bru la duchesse de Brabant, inaugure en personne le Salon d'Anvers, visité ensuite par ses fils le duc de Brabant et le comte de Flandre, de même que le roi Maximilien Ier de Bavière, lequel se rend incognito à l'exposition. En raison de la Première Guerre, le premier Salon triennal belge après le conflit se tient à Anvers au printemps 1920, saison où débutent également les Jeux olympiques d'Anvers. Les organisateurs de l'exposition artistique espèrent dès lors bénéficier de la présence d'un public nombreux dans la ville flamande.

## Évolution

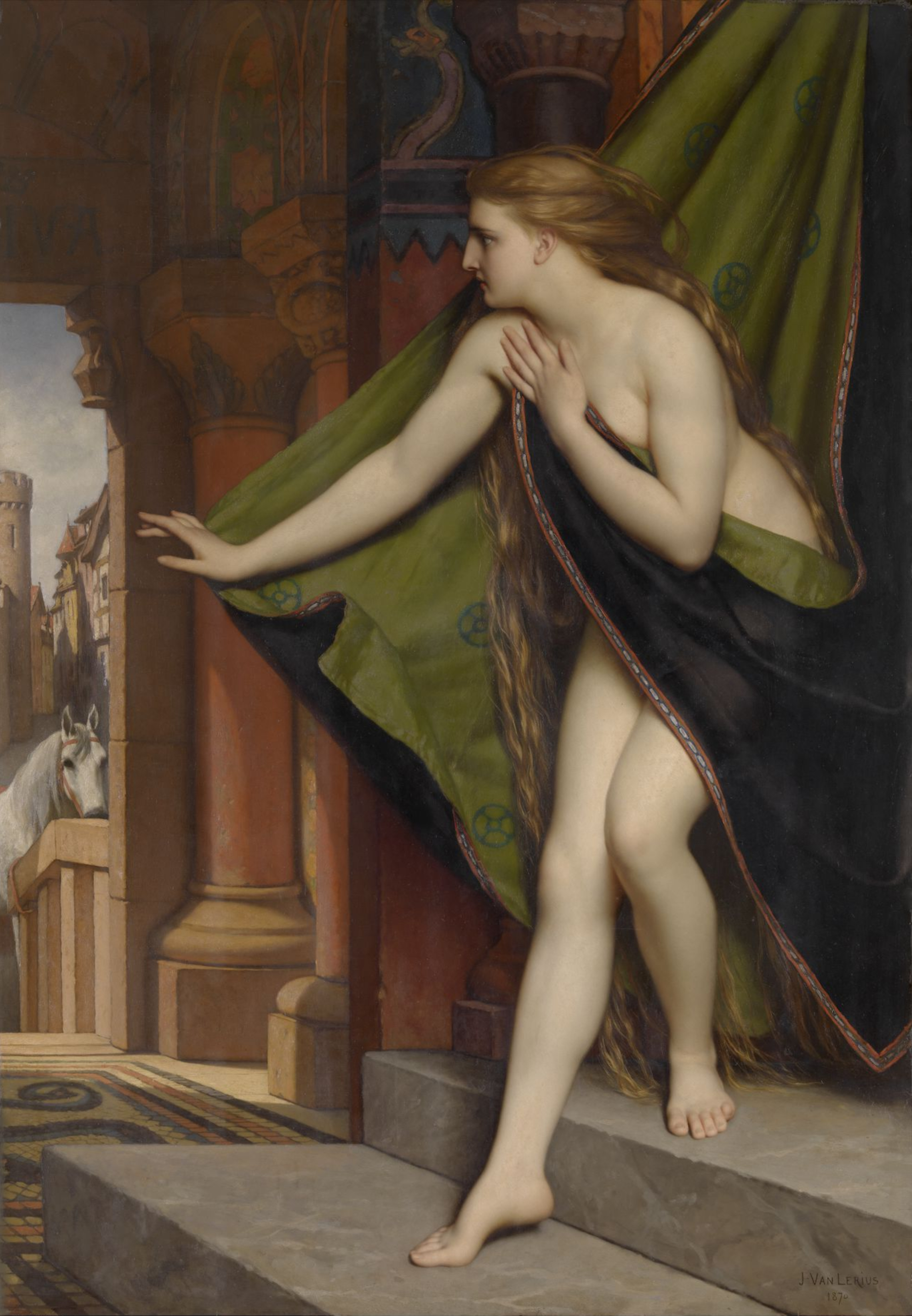
Lady Godiva par Joseph Van Lerius, Salon d'Anvers, 1870.

La Société d'encouragement des Arts persiste à adhérer à la peinture d'histoire romantique et s'oppose au réalisme apparu après le milieu du XIXe siècle. Le jury refuse les œuvres proposées par Antoine Wiertz au Salon de 1843. L'artiste qui expose l'année suivante au Salon de Gand la statuette en plâtre d'une Baigneuse dédie ironiquement cette sculpture à l'innocente [sic] commission d'Anvers. Les critiques se multiplient dans les années 1850 et 1860. En 1870, un scandale éclate car le conseil d'administration relègue plusieurs peintures représentant des nus dans un espace séparé. Si Lady Godiva de Joseph Van Lerius réussit à éviter l'ostracisme en raison de son caractère historique, La Courtisane de Gustave Courbet, La Baigneuse de William Bougereau, La Naïade de Léonce Legendre, et quelques autres représentations de sirènes et d'hamadryades sont exposées dans un espace séparé, nommé « cabinet des nudités ». 
Cet état d'esprit conservateur évolue très progressivement, tandis que de jeunes artistes faisaient déjà leurs débuts ailleurs que dans les Salons de la Société. En vue de l'Exposition universelle de 1894 qui se tient à Anvers, une centaine d'artistes bruxellois se réunissent au sein d'une Ligue artistique. Cette présence permet d'obtenir deux des six espaces de l'exposition. Les quatre autres étant aménagés par la Société anversoise.
En 1911, Camille Lemonnier estime que la Société d'encouragement des beaux-arts ne tient plus compte du renouvellement de l'art moderne et propose une vision traditionnelle obsolète lors de ses Salons triennaux, se privant d'artistes de talent. Le Salon de 1920 est organisé par la Société d'encouragement, présidée par Georges Caroly, qui s'adjoint le concours du cercle artistique l'Art contemporain et expose des artistes tels Alfred Delaunois, Pierre Paulus, ou Eugeen van Mieghem. La Société d'encouragement des arts n'organise plus de Salons périodiques à Anvers après l'édition de 1926. Elle admet progressivement la discussion au sujet des nouvelles tendances sur la scène des arts, prête désormais son concours à d'autres expositions artistiques jusqu'en 1951, mais demeure une association conservatrice, n'admettant au sein de son conseil d'administration aucun artiste. Elle est finalement dissoute en 1955.

### Catalogues
- Société pour l'encouragement des arts, Catalogue du Salon d'Anvers, Anvers, H.P. Vander Hey, 1813, 39 p. (lire en ligne).
- Société pour l'encouragement des arts, Catalogue du Salon d'Anvers, Anvers, H.P. Vander Hey, 1816, 46 p. (lire en ligne).
- Société royale pour l'encouragement des arts, Catalogue du Salon d'Anvers, Anvers, H.P. Vander Hey, 1819, 57 p. (lire en ligne).
- Société royale pour l'encouragement des arts, Catalogue du Salon d'Anvers, Anvers, H.P. Vander Hey, 1822, 58 p. (lire en ligne).
- Société royale pour l'encouragement des arts, Catalogue du Salon d'Anvers, Anvers, H.P. Vander Hey, 1825, 51 p. (lire en ligne).
- Société royale pour l'encouragement des arts, Catalogue du Salon d'Anvers, Anvers, H.P. Vander Hey, 1828, 94 p. (lire en ligne).
- Société royale pour l'encouragement des arts, Catalogue du Salon d'Anvers, Anvers, H.P. Vander Hey, 1834, 76 p. (lire en ligne).
- Société royale pour l'encouragement des arts, Catalogue du Salon d'Anvers, Anvers, H.P. Vander Hey, 1837, 80 p. (lire en ligne).
- Société royale pour l'encouragement des arts, Catalogue du Salon d'Anvers, Anvers, H.P. Vander Hey, 1840, 72 p. (lire en ligne).
- Société royale pour l'encouragement des arts, Catalogue du Salon d'Anvers, Anvers, H.P. Vander Hey, 1843, 81 p. (lire en ligne).
- Société royale pour l'encouragement des arts, Catalogue du Salon d'Anvers, Anvers, Henri Verbeckt, 1846, 84 p. (lire en ligne).
- Société royale pour l'encouragement des arts, Catalogue du Salon d'Anvers, Anvers, Henri Verbeckt, 1849, 103 p. (lire en ligne).
- Société royale pour l'encouragement des arts, Catalogue du Salon d'Anvers, Anvers, Henri Verbeckt, 1852, 95 p. (lire en ligne).
- Société royale pour l'encouragement des arts, Catalogue du Salon d'Anvers, Anvers, Henri Verbeckt, 1855, 115 p. (lire en ligne).
- Société royale pour l'encouragement des arts, Catalogue du Salon d'Anvers, Anvers, Henri Verbeckt, 1858, 130 p. (lire en ligne).
- Société royale pour l'encouragement des arts, Catalogue du Salon d'Anvers, Anvers, J.P. Van Dieren, 1861, 186 p. (lire en ligne).
- Société royale pour l'encouragement des arts, Catalogue du Salon d'Anvers, Anvers, J.P. Van Dieren, 1864, 171 p. (lire en ligne).
- Société royale pour l'encouragement des arts, Catalogue du Salon d'Anvers, Anvers, J.P. Van Dieren, 1867, 168 p. (lire en ligne).
- Société royale pour l'encouragement des arts, Catalogue du Salon d'Anvers, Anvers, J.P. Van Dieren, 1870, 159 p. (lire en ligne).
- Société royale pour l'encouragement des arts, Catalogue du Salon d'Anvers, Anvers, J.P. Van Dieren, 1873, 193 p. (lire en ligne).
- Société royale pour l'encouragement des arts, Catalogue du Salon d'Anvers, Anvers, J.E. Buschmann, 1876, 210 p. (lire en ligne).
- Société royale pour l'encouragement des arts, Catalogue du Salon d'Anvers, Anvers, J.E. Buschmann, 1879, 164 p. (lire en ligne).
- Société royale pour l'encouragement des arts, Catalogue du Salon d'Anvers, Anvers, J.E. Buschmann, 1882, 206 p. (lire en ligne).
- Société royale pour l'encouragement des arts, Catalogue du Salon d'Anvers, Anvers, J.E. Buschmann, 1888, 134 p. (lire en ligne).
- Société royale pour l'encouragement des arts, Catalogue du Salon d'Anvers, Anvers, J.E. Buschmann, 1891, 142 p. (lire en ligne).
- Société royale pour l'encouragement des arts, Catalogue du Salon d'Anvers, Anvers, Jonsten Versaemt, 1898, 112 p. (lire en ligne).